# Chelonus icteribasis
Chelonus icteribasis är en stekelart som beskrevs av Zhang, Chen och He 2006. Chelonus icteribasis ingår i släktet Chelonus och familjen bracksteklar. Inga underarter finns listade i Catalogue of Life.